# 芭尔芭拉·维索钱斯卡
芭尔芭拉·维索钱斯卡（波蘭語：Barbara Wysoczańska，1949年8月12日—），旧姓谢亚（Szeja），波兰女子击剑运动员。她曾代表波兰参加1976年和1980年夏季奥林匹克运动会击剑比赛，获得一枚铜牌。